# Hasselmossa
Hasselmossa (Eurhynchium angustirete) är en bladmossart som beskrevs av T. Koponen 1967. Hasselmossa ingår i släktet sprötmossor, och familjen Brachytheciaceae. Arten är reproducerande i Sverige. Inga underarter finns listade i Catalogue of Life.

## Bildgalleri

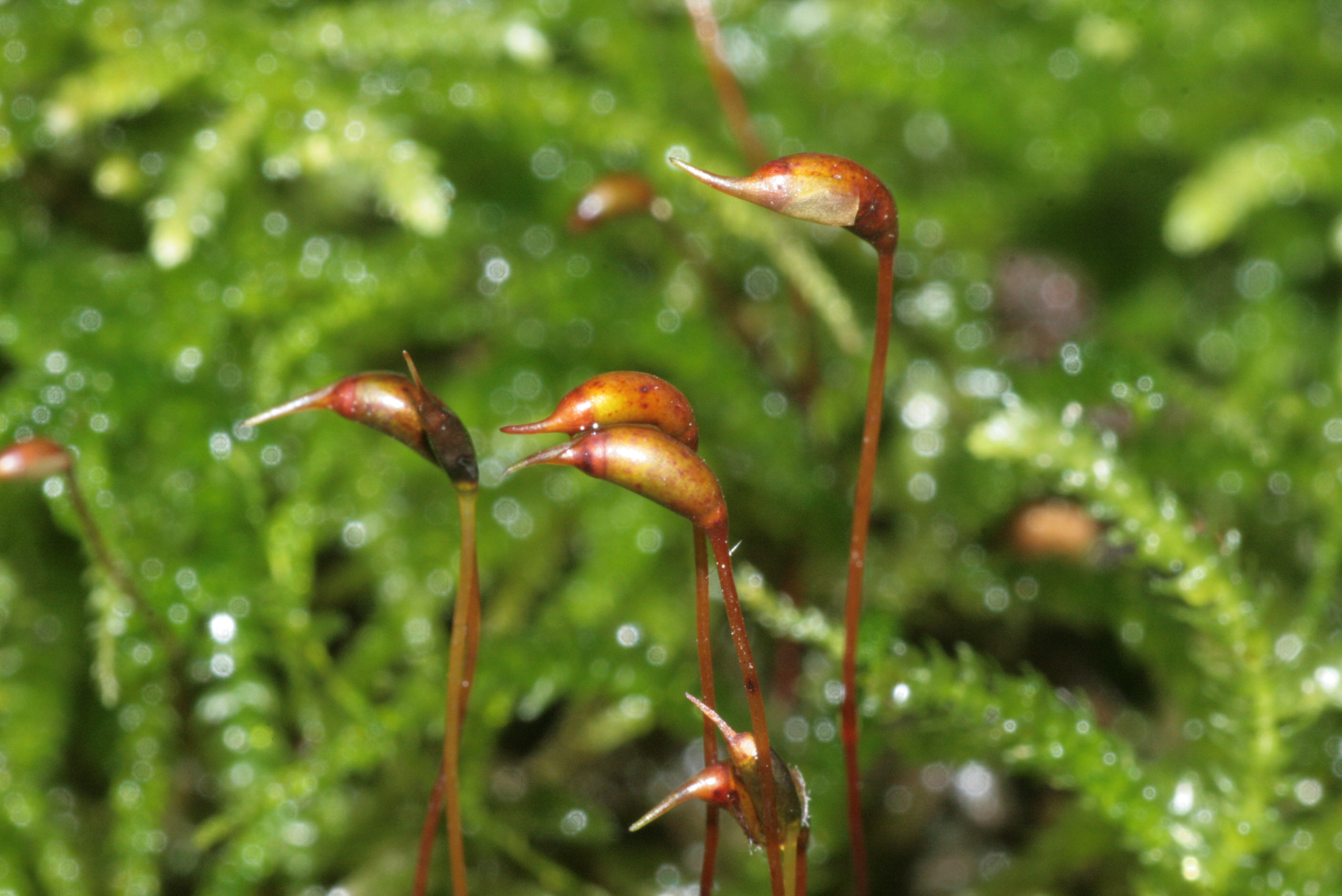
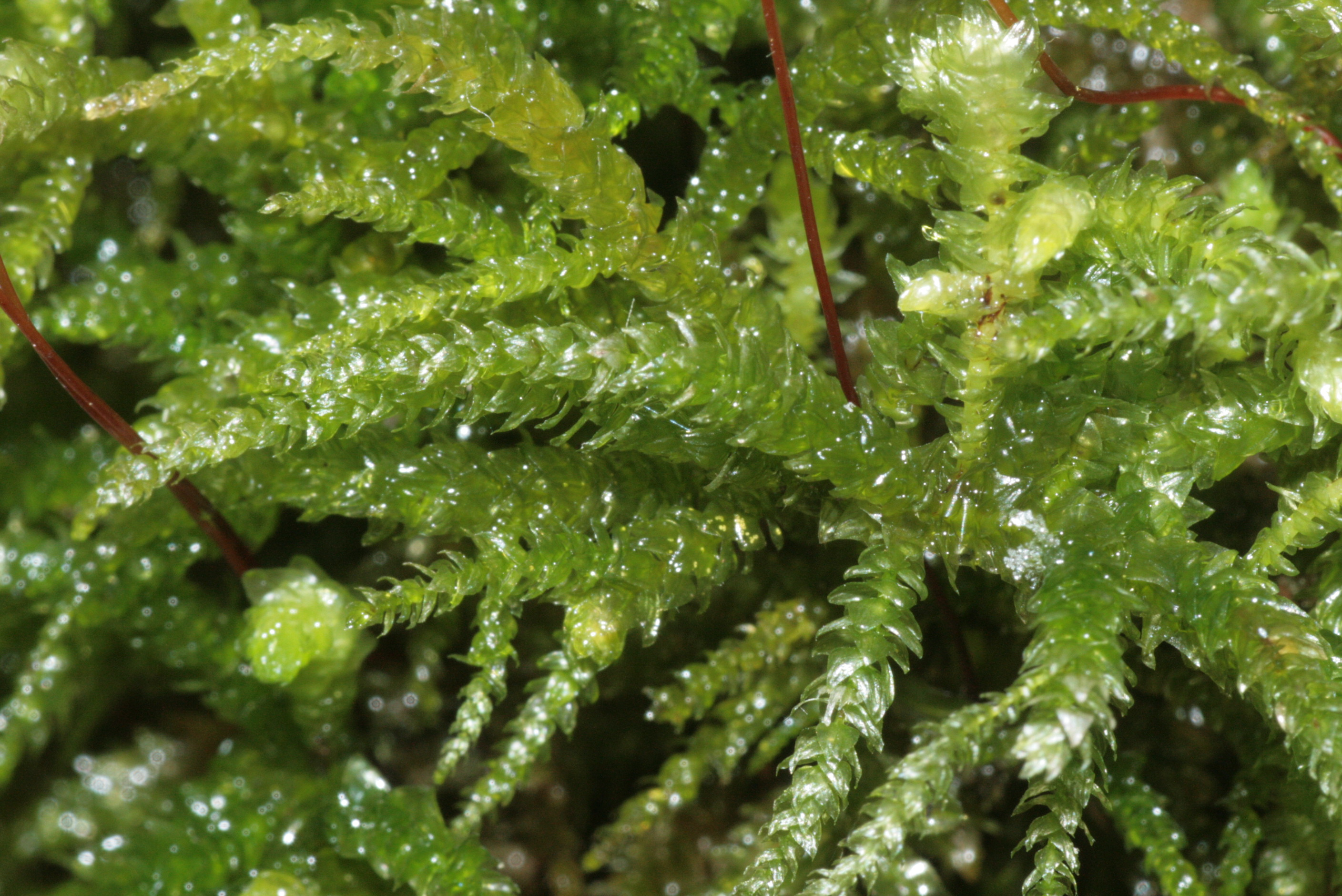
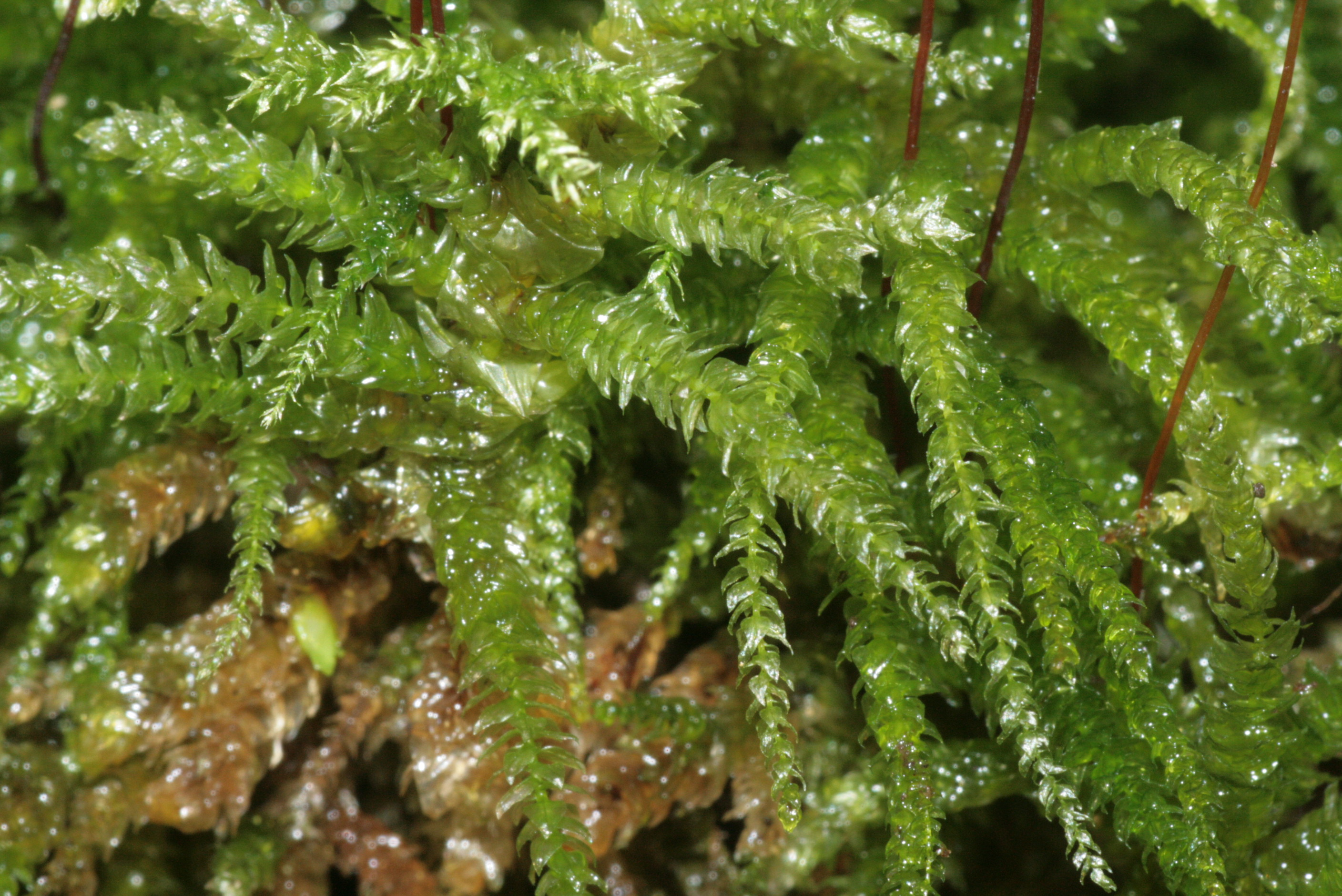
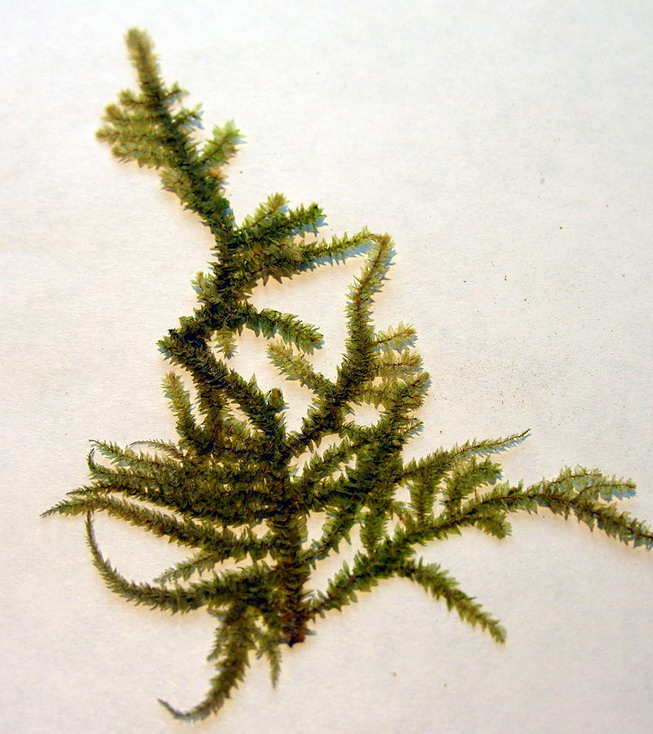
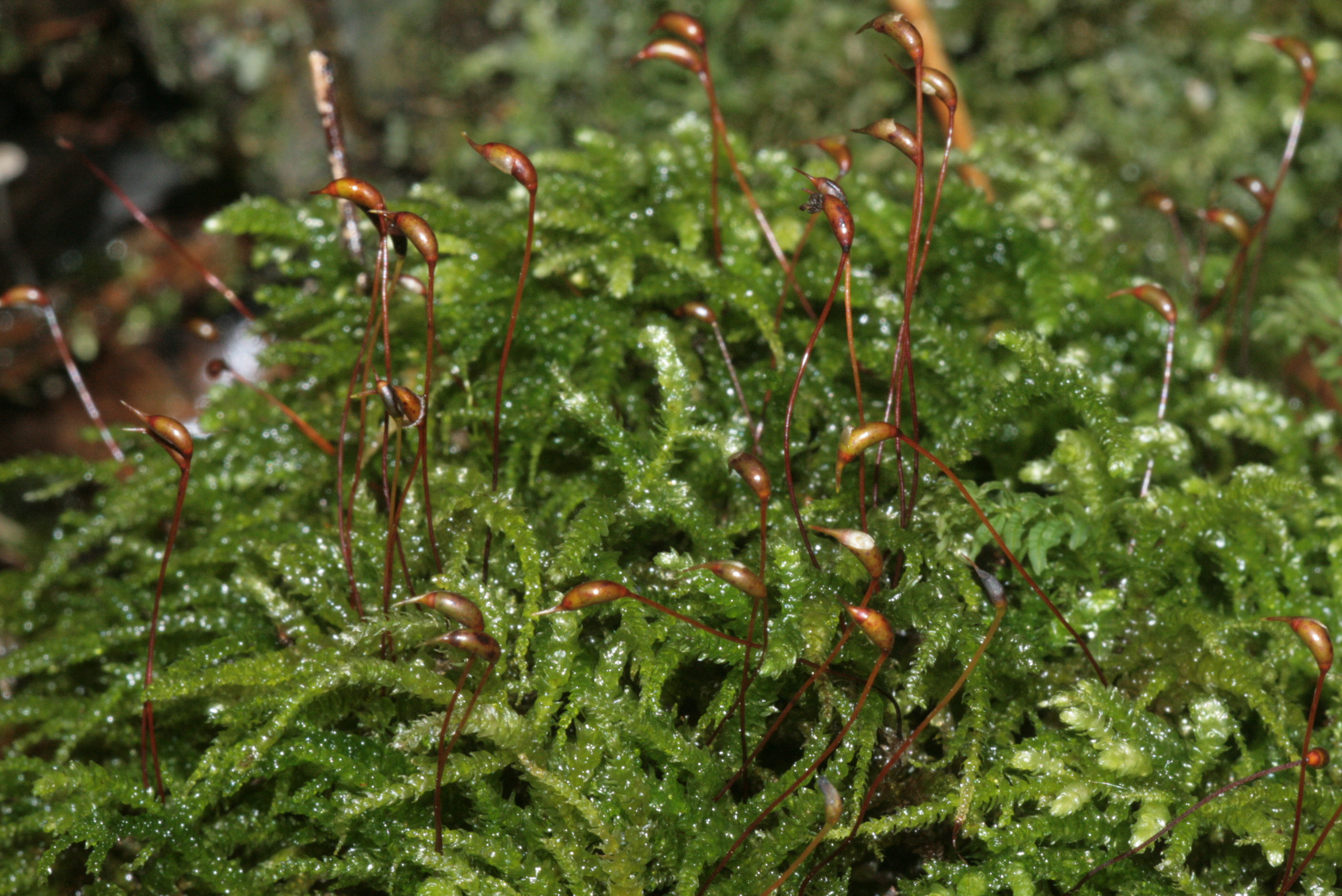
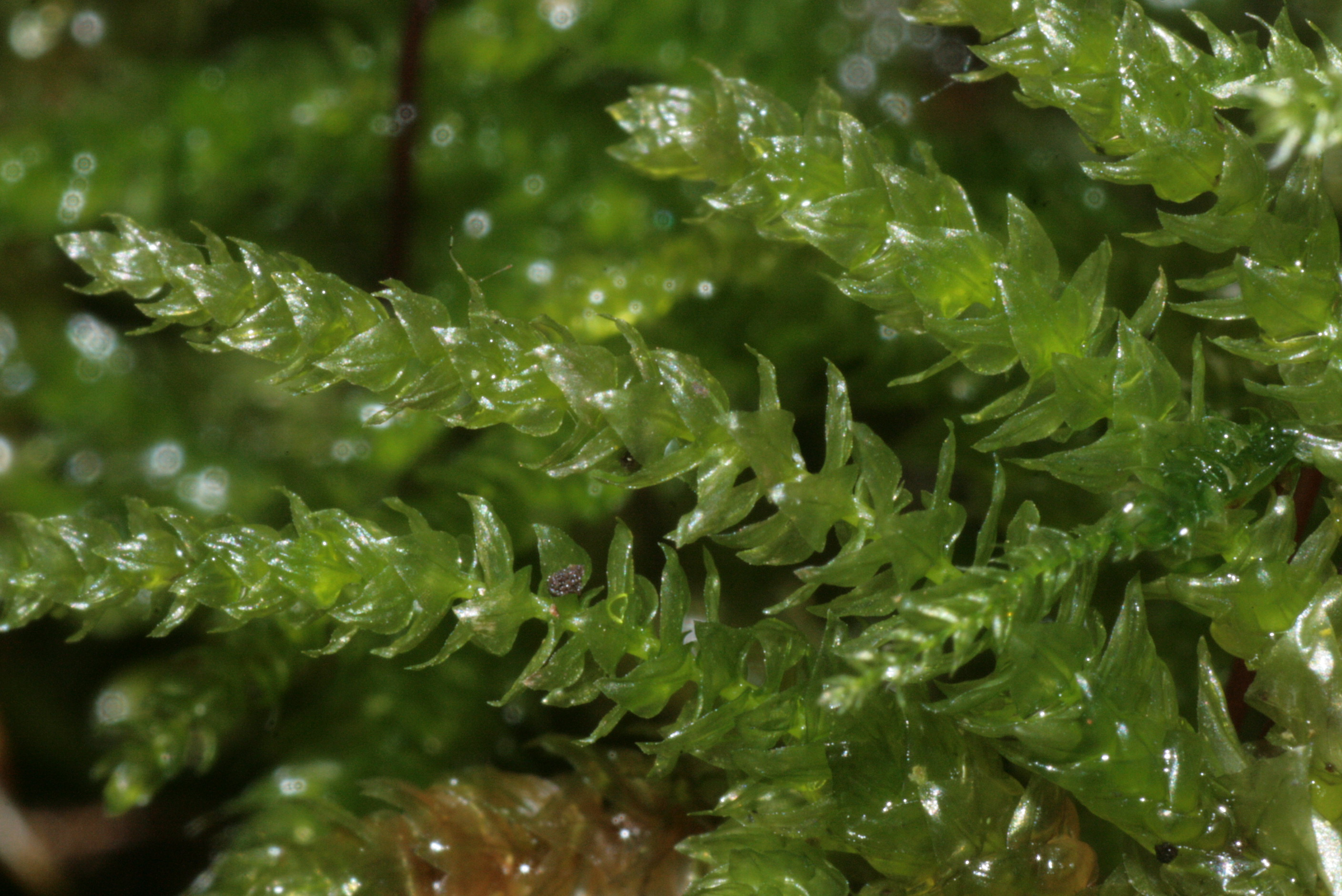